# Ларбес, Салах
Салах Ларбес (фр. Salah Larbès; 16 сентября 1952, Бирхадем, Алжир — 26 февраля 2024, Тизи-Узу) — алжирский футболист, играл на позиции полузащитника.
Ларбес попал в заявку сборной Алжира на чемпионат мира 1982 года в Испании. В первом матче Алжира (против сборной ФРГ) на турнире Ларбес заменил Рабаха Маджера на 88-й минуте, второй матч против Австрии Ларбес провёл на скамейке запасных, в последней же игре с Чили Ларбес вышел в стартовом составе, проведя на поле все 90 минут.
Скончался 26 февраля 2024 года.

## Достижения

### Со сборной Алжира
- 1/4 финала летних Олимпийских игр 1980 года в Москве
- 2-е место на Кубке африканских наций 1980 года в Нигерии
- Участник Чемпионата мира 1982 года в Испании